# 国際連合安全保障理事会決議425
国際連合安全保障理事会決議425（こくさいれんごうあんぜんほしょうりじかいけつぎ425、英: United Nations Security Council Resolution 425）は、1978年3月19日に国際連合安全保障理事会で採択された決議である。レバノン内戦に関係する。
レバノン南部におけるパレスチナ人の反乱とレバノン内戦においてイスラエルがレバノンに侵攻したことを踏まえて、安保理はイスラエルに対してレバノンからの即時撤退を要求し、国際連合レバノン暫定駐留軍を設置した。
採決では、チェコスロバキアとソビエト連邦が棄権し、中華人民共和国が欠席したものの、賛成12で採択された。

## 背景
1978年3月11日、en:Dalal Mugrabi率いるパレスチナ解放機構（PLO）の工作員がイスラエル国内でen:Coastal Road massacreを引き起こし、子ども13人を含む37人が死亡し、76人が負傷したため、その報復として、イスラエル軍がレバノン南部に侵攻した。侵攻作戦は14日夜から15日未明の間に開始され、数日後にはティルスと周辺地域を除くレバノン南部を占領した。この作戦はイスラエルではリタニ作戦と呼ばれ、イスラエル北部の安全とレバノン内戦でキリスト教徒勢力（特に自由レバノン軍）を支援するために、リタニ川南部のレバノン領からPLOの基地を一掃する目的で行われた。3月15日、レバノン政府が安保理において、パレスチナの作戦とは無関係であると主張し、イスラエルの侵攻に強く抗議した。
3月19日、イスラエルの即時停戦とレバノンからの即時撤退を要求する安保理決議425が採択され、イスラエルの撤退を実現させ、国際平和と安全を回復させ、レバノン政府が南部の統治を回復できるようにするために、国際連合レバノン暫定駐留軍が設置された。

## 実行
国際連合レバノン暫定駐留軍の最初の部隊が1978年3月23日（決議採択の4日後）にレバノンに到着し、イスラエル軍は6月までに撤退したが、南レバノン軍を通して存在を維持した。

## 余波
PLOがレバノン南部から攻撃し続けたため、イスラエルは1982年6月に大規模な侵攻作戦を実行し、レバノンの首都ベイルートを占領した（en:1982 Lebanon War）。イスラエル国防軍が撤退した後も、レバノン内のsecurity zoneを維持したが、2000年5月、イスラエル軍はレバノン南部から撤退した。国内からの反対意見が政府に対する圧力となり、軍がレバノン内に残り、攻撃を続けるための正当な理由を見出だせなくなったのである。

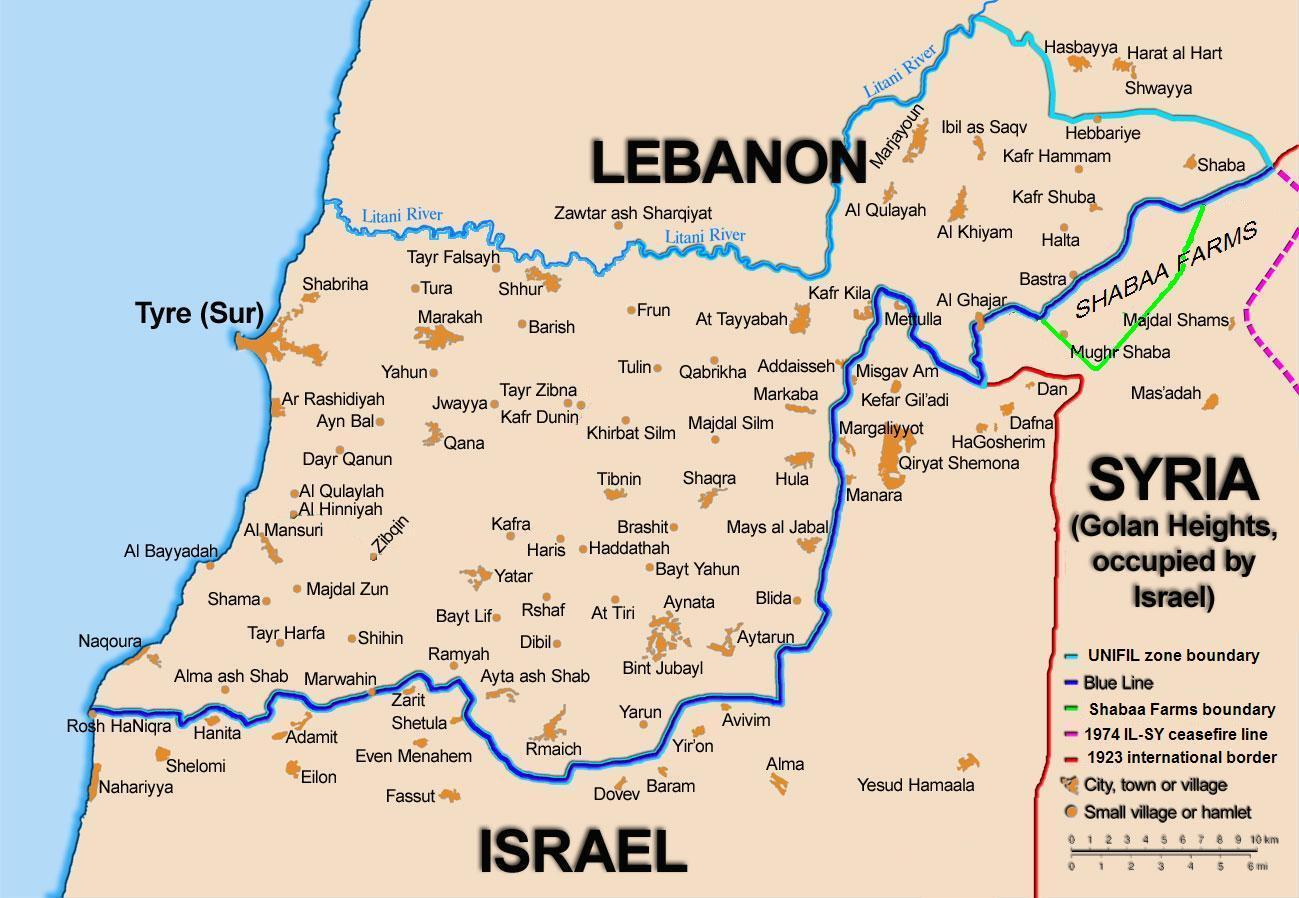
ブルーラインがレバノンとイスラエルの国境に沿って設定され、ゴラン高原とイスラエルの境界まで延びている。

国際連合事務総長は、2000年6月16日時点で安保理決議425に従ってイスラエル軍が確かにレバノン領から撤退していた、と結論付けた。国際連合により承認された国境はブルーラインと呼ばれる。
一部のレバノン勢力（特にヒズボラ）は、イスラエルが未だにレバノン領（主にシェバー・ファームズ）を占領していると主張しているものの、イスラエルと国際連合は、シェバー・ファームズがゴラン高原（イスラエルの見解では「併合」、国際連合の見解では「占領」とする）の一部であり決議425の範囲には含まれないという見解で一致した。
イスラエル軍が安保理決議に従って撤退して以降、国境地帯で事件が多発している。
1978年以降、安保理決議1391（2002年）、安保理決議1496（2003年）、2006年のレバノン侵攻後の安保理決議1701で繰り返されながらも、2021年8月時点で、レバノンは南部の実効支配を達成していなかった。ヒズボラが定期的にレバノン領からイスラエルを攻撃しており、イスラエルはレバノンの南部支配の失敗に関して度々抗議している。